# Megistostylus longisetosus
Megistostylus longisetosus är en tvåvingeart som först beskrevs av Wulp 1882.  Megistostylus longisetosus ingår i släktet Megistostylus och familjen styltflugor. Inga underarter finns listade i Catalogue of Life.